# Sukima Switch
Sukima Switch (スキマスイッチ) est un groupe de jazz fusion japonais formé en 1999.

## Histoire du groupe
Plusieurs de leurs titres ont été utilisés comme générique d'animes:
- Golden Time Lover a été utilisé comme 3e opening de Fullmetal Alchemist: Brotherhood.
- Ice Cream Syndrome a été utilisé comme ending du film Pokémon : Zoroark, le Maître des Illusions.
- Eureka a été utilisé comme second opening de Space Brothers.
- Hello Especially a été utilisé comme ending de Silver Spoon.
- Ah Yeah!! a été utilisé comme second opening de Haikyu!!.
- Hoshi no utsuwa a été utilisé comme ending du film Naruto the Last, le film.
- Line a été utilisé comme 18e opening de Naruto Shippuden.

## Membres
- Shintarō Tokita (常田 真太郎?), né le 25 février 1978.
- Takuya Ōhashi (大橋 卓弥?), né le 9 mai 1978.